# Rinsei Ohata
Rinsei Ohata (japanisch 大畑 凜生 Ohata Rinsei; * 23. November 2003 in Ageo, Präfektur Saitama) ist ein japanischer Fußballspieler.

## Karriere
Rinsei Ohata erlernte das Fußballspielen in der Schulmannschaft der Yaita Chuo High School sowie in der Universitätsmannschaft der Hōsei-Universität. Zu Beginn der Saison 2025 wurde er an den Erstligisten Shimizu S-Pulse ausgeliehen. Sein Erstligadebüt gab Rinsei Ohata am 16. April 2025 (12. Spieltag) im Auswärtsspiel gegen die Yokohama F. Marinos. Bei dem 3:2-Auswärtserfolg wurde er in der 90. Minute für Zento Uno eingewechselt.